# Chironomus novosibiricus
Chironomus novosibiricus är en tvåvingeart som beskrevs av Kiknadze, Siirin och Kerkis 1993. Chironomus novosibiricus ingår i släktet Chironomus och familjen fjädermyggor. Inga underarter finns listade i Catalogue of Life.